# Челутаевское сельское поселение
Се́льское поселе́ние «Челута́евское» — муниципальное образование в Заиграевском районе Бурятии. Административный центр — посёлок Челутай (3 км).

## История
Статус и границы сельского поселения установлены Законом Республики Бурятия от 31 декабря 2004 года № 985-III «Об установлении границ, образовании и наделении статусом муниципальных образований в Республике Бурятия»

## Население
| 2011  | 2012  | 2013  | 2014  | 2015  | 2016  | 2017  |
| ----- | ----- | ----- | ----- | ----- | ----- | ----- |
| 1138  | ↘1133 | ↗1152 | ↘1146 | →1146 | ↘1125 | ↘1119 |
| 2018  | 2019  | 2020  | 2021  | 2023  | 2024  | 2025  |
| ↘1097 | ↘1064 | ↗1072 | ↘1019 | ↘1006 | ↘964  | ↘956  |

## Состав поселения
| № | Населённый пункт | Тип населённого пункта          | Население |
| - | ---------------- | ------------------------------- | --------- |
| 1 | Челутай (3 км)   | посёлок, административный центр | →682      |
| 2 | Челутай          | посёлок станции                 | ↘458      |

## История
В июне 1948 года на территорию нынешнего Челутаевского сельского поселению прибыл эшелон с литовскими и польскими гражданами, которых Советское правительство депортировало с исторической родины — Польши и Литвы. Половина прибывших расселилась на лесозаготовительных участках вдоль железной дороги. Депортированные жили в бараках бывших лагерей для пленных японских солдат. В 1956 году на родину вернулись ссыльные поляки, в 1957—1958 — литовцы. В 1989—1991 годы в Литву были также перевезена большая часть останков скончавшихся в ссылке литовцев.